# Vasúti vontatójárművek UIC jelölései

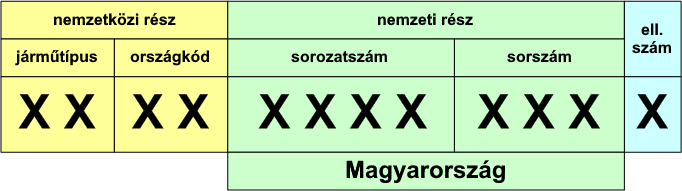
Vontatójárművek egységes magyarországi számozása

Európában egységes szabályozás van érvényben a vasúti vontatójárművek egyedi jelölésére. Ehhez az azonosításra 2007 eleje óta mozdonyok és más vontatójárművek esetében is 12 számjegyes pályaszámot alkalmaznak. Ezeket a jelöléseket a Nemzetközi Vasúti Fuvarozásügyi Államközi Szervezet (OTIF) és az Európai Unió átjárhatósági műszaki előírásai (ÁME) – különösen az OPE ÁME (forgalomüzemeltetés és -irányítás alrendszerére vonatkozó átjárhatósági műszaki előírások) – szabályozza. Az azonosítónak köszönhetően egy vontatójárművet egyértelműen be lehet azonosítani Európában, valamint Ázsia és Észak-Afrika egyes részein (amely országok rendelkeznek UIC országkóddal).
Az azonosításra használt számsort nevezik még európai járműszámnak (röviden EJSZ, más elnevezéssel pályaszám), és 12 számjegyből állnak a Nemzetközi Vasútegylet 438-3 szűmú vontatójárművek azonosító jelöléséről szóló döntvénye alapján. Az európai járműszám felépítését az OPE ÁME felhatalmazása alapján az Európai Bizottság 2018/1614 végrehajtási határozata szabályozza.
Az 1–2. számjegy a jármű típuskódja, a 3–4. számjegy pedig annak az országnak a kódja, amelyben nyilvántartásba vették a járművet. Az 5–11. számjegyek tartalmazzák a műszaki jellemzőket és a sorozatszámot, pontos jelentésüket a tagállamok saját hatáskörben határozzák meg. Ez a 7 számjegy már elegendő, hogy egy-egy országon belül egyértelműen be lehessen azonosítani egy adott vontató járművet. A szabályozást a magyar jogrendbe a vasúti járművek forgalomba hozatala, üzembehelyezése engedélyezéséről, időszakos és rendkívüli vizsgálatáról, hatósági járműnyilvántartásáról szóló 412/2020. (VIII. 30.) Korm. rendelet emeli be. Az OPE ÁME hatálya alá nem eső járművek (például: metró, villamos, HÉV stb.) pályaszám meghatározásának módját a vasúti közlekedési hatóság állapítja meg. A 12. számjegy egy önellenőrző szám, melynek értékét Luhn-formula használatával lehet meghatározni. A járműszámot a nyilvántartásba vétel szerinti ország kódja és az üzembentartói jelzés követi.
A 12 jegyű járműszámot a jól látható módon fel kell tüntetni a vontatójármű mindkét hosszanti oldalán, valamint valamennyi vezetőállásban is. Az OPE ÁME előírásában 2008. augusztus 1-jétől már minden járművet ez a rendszer szerint kell nyilvántartásba venni, a régebbi járművek esetében is ez volt a határidő az áttérésre. A korábban kiadott, az európai járműszámtól eltérő egyedi jelöléseket a tulajdonos, vagy üzemben tartó továbbra is használhatja, de számos országban a régebbi járművek esetében is áttértek a 12 számjegyű azonosítóra.

## Nemzetközi rész

### Járműtípus
Az első 9-es számjegy jelöli a vontatójárműveket, az állandóan összekapcsolt vagy előre meghatározott szerelvény egységeit és a speciális járműveket, így ebben az esetben európai járműszám 9-essel kezdődik.
|                           | Jármű általános típusa                                                                      | Jármű általános típusa                               |
| ÁME szerinti meghatározás | magyar meghatározás                                                                         |                                                      |
| ------------------------- | ------------------------------------------------------------------------------------------- | ---------------------------------------------------- |
| 90                        | vegyes                                                                                      | gőz-, hibridmozdony, városi vasutak és trolibusz     |
| 91                        | villanymozdony                                                                              | villamos mozdony (v≥100 km/h)                        |
| 92                        | dízelmozdony                                                                                | dízel mozdony (v≥100 km/h)                           |
| 93                        | elektromos többrészes egység (nagy sebességű) [motorkocsi vagy vontatott kocsi]             | nagysebességű villamos motorkocsi/vonat (v≥190 km/h) |
| 94                        | elektromos többrészes egység (nagy sebességű kivételével) [motorkocsi vagy vontatott kocsi] | villamos motorkocsi/vonat (v<190 km/h)               |
| 95                        | dízel többrészes egység [motorkocsi vagy vontatott kocsi]                                   | dízel motorkocsi/vonat                               |
| 96                        | speciális vontatott kocsi                                                                   | különleges mellék-, vagy pótkocsi                    |
| 97                        | elektromos tolatókocsi                                                                      | villamos tolatómozdony (v<100 km/h)                  |
| 98                        | dízel tolatókocsi                                                                           | dízel tolatómozdony (v<100 km/h)                     |
| 99                        | speciális jármű                                                                             | speciális, építési és karbantartási járművek         |

### Országkód
A járműszám 3–4. számjegye jelöli azt az országot, amelyben nyilvántartásba vették a járművet. Korábban az üzembentartó vasutat jelölte, a 2007 előtt forgalomba állított járművek esetében a Győr–Sopron–Ebenfurti Vasút megtarthatta a 43-as, a Bern–Lötschberg–Simplon Eisenbahn a 63-as, a Ferrovie Nord Milano Esercizio a 64-es, az Ahaus Alstätter Eisenbahn pedig a 68-as egyedi kódot, de az új járművek forgalomba állításakor már a szabványos országkódot kell alkalmazni.

### Műszaki jellemzők
A műszaki jellemzőknek fenntartott 5–8. számjegyeket jelentését alapvetőleg a tagállamok határozzák meg, de az OPE ÁME hatálya alá eső speciális járművek esetében ezek számjegyek jelentését az Európai Unió Vasúti Ügynöksége kezeli, és teszi közzé a honlapján.

## Nemzeti rész

### Magyarország
Az európai járműszám 5–11. számjegyek jelentéséről Magyarország saját hatáskörében dönthet. A végleges nemzeti szabályozást a Nemzeti Fejlesztési Minisztérium 31/2010. (XII. 23.) számú a vasúti járművek üzembehelyezése engedélyezéséről, időszakos vizsgálatáról és hatósági nyilvántartásáról szóló rendeletévelalkották meg.
A pályaszám 5. számjegye a kocsiszekrények számát jelölik, mivel a kocsiszekrényeknek külön pályaszámmal kell rendelkezniük.
|   | 5. számjegy jelentése |
| - | --- |
| 0 | egytagú egység (beleértve a mozdonyokat és a motorkocsikat is)                                                                                    |
| 1 | többtagú egység A (kocsija) járműegysége |
| 2 | többtagú egység B kocsija |
| 3 | többtagú egység 3. kocsija |
| 4 | többtagú egység 4. kocsija |
| 5 | többtagú egység 5. kocsija |
| 6 | többtagú egység 6. kocsija |
| 7 | csatolt, 10-nél több tengelyű jármű (ekkor a 6. helyen a hajtott kerékpárok száma n-10 áll például 12 tengelyes jármű. jelölése 9x 55 72xx xxx-x) |
| 8 | eltérő nyomtávú egység (beleértve a mozdonyokat és a motorkocsikat is)                                                                            |
| 9 | speciális járművek |

A járműszám 6. számjegye jelzi a hajtott kerékpárok számát, a 7. szemjegy pedig egy folyószám az azonos hajtott kerékpárral rendelkező járművek megkülönböztetésére. Az előbb említett két számjegy esetében a mozdonyoknál alkalmazott típusjelölést át lehetett venni (például V43 sorozat esetében 43, 1047 sorozat esetében 47). Hogy már az 5–11. számjegy alapján be lehessen azonosítani egy vontatójárművet a tagországon belül, a 8. számjegy tesz különbséget a különböző sorozatokon belül.
|   | 8. számjegy jelentése                    |
| - | ---------------------------------------- |
| 0 | villanymozdony-sorozaton belüli változat |
| 1 | villanymozdony-sorozaton belüli változat |
| 2 | villanymozdony-sorozaton belüli változat |
| 3 | villanymozdony-sorozaton belüli változat |
| 4 | villamos motorkocsi – sorozat            |
| 5 | villamos motorvonat – sorozat            |
| 6 | dízel motorvonat – sorozat               |
| 7 | dízel motorkocsi – sorozat               |
| 8 | dízelmozdony-sorozaton belüli változat   |
| 9 | dízelmozdony-sorozaton belüli változat   |

A 6–8. számjegyek jelölik a jármű sorozatszámát.
A 9–11. számjegyek a jármű sorozaton belüli sorszáma. Új sorozat esetében a számozást 001-gyel kell kezdeni. A vontatójármű homlokfalára a pályaszám 6–11. számjegyeit kell feliratozni.
Az OPE ÁME hatálya alá nem eső járművek – metró, villamos, HÉV, keskeny nyomtávolságú vasúti jármű stb. – pályaszám meghatározásának módját a 412/2020. (VIII. 30.) Korm. rendelet felhatalmazása alapján a vasúti közlekedési hatóság teszi közzé.

## Ellenőrző számjegy
A pályaszám helyességének ellenőrzésére a 12. számjegyként egy ellenőrző számot adnak meg, melyet a járműszám 1–11. jegyeiből, az alapszámból számolnak ki Luhn-formula használatával.
A kiszámításhoz az alapszám páros pozícióinak számjegyét eggyel, a páratlan pozícióinak számjegyét kettővel kell beszorozni. A részszorzatokat alkotó számjegyeket össze kell adni, ennek az összegnek pedig az utolsó számjegyét kell venni. Ez a számjegy és a 10 különbsége adja az ellenőrző számot. Ha a két szám különbsége nulla, akkor az ellenőrző szám is nulla.
Ez a 95550117343 alapszám esetén
```
 9 5  5 5 0 1 1 7 3 4 3 (alapszám)
 2 1  2 1 2 1 2 1 2 1 2 (szorzótényező)
18 5 10 5 0 1 2 7 6 4 6 (részszorzatok)
összeg: 1 + 8 + 5 + 1 + 0 + 5 + 0 + 1 + 2 + 7 + 6 + 4 + 6 = 46
Utolsó számjegy 6, 10-zel való különbsége 4.
Így az európai járműszám a 95 55 0117 343-4.
```

## Üzembentartói jelzés
A 12 jegyű pályaszám mellett a járműveken fel kell tüntetni a nyilvántartásba vétel országát és az üzembentartót is. A műszaki jellemzők rövidítését, a sorozatjelet vontatójárművek esetében nem kell jelölni.
Az üzembentartói jelzés (VKM) egy 2–5 betűből álló alfanumerikus kód, melynek tartalmaznia kell az üzembentartó teljes nevét vagy rövidítését felismerhető formában. Egy üzembentartó rendelkezhet több jelzéssel, amennyiben az több mint egy hivatalos nyelvvel rendelkezik, vagy jó oka van megkülönböztetni a különálló járműállományokat. A VKM-et minden járművön fel kell tüntetni, a pályaszám közelében, nyomtatott nagybetűkkel.

## Példák
| 91 55 0433 170-2 H-START jelentése | 91 55 0433 170-2 H-START jelentése                  |
| ---------------------------------- | --------------------------------------------------- |
| 91                                 | villanymozdony (100 km/h feletti sebességgel)       |
| 55                                 | Magyarország                                        |
| 0433                               | villanymozdony, 4 hajtott kerékpárral (433 sorozat) |
| 170                                | sorszám                                             |
| 2                                  | önellenőrző szám                                    |
| H-START                            | MÁV-START az üzembentartó                           |

```
 9 1  5 5 0 4 3 3 1 7 0
 2 1  2 1 2 1 2 1 2 1 2
18 1 10 5 0 4 6 3 2 7 0

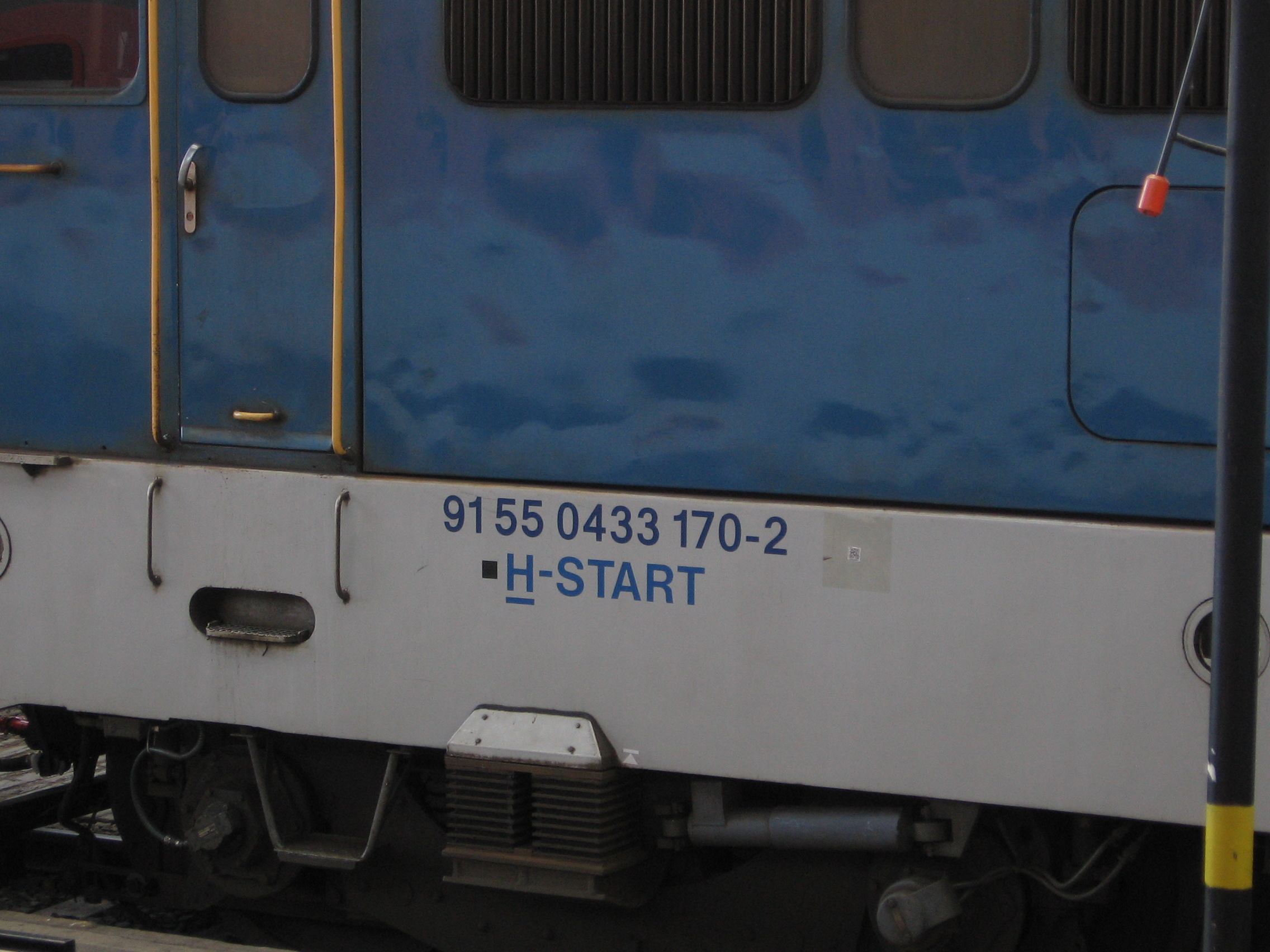
A MÁV-START 433 sorozatú villanymozdonya

1 + 8 + 1 + 1 + 0 + 5 + 0 + 4 + 6 + 3 + 2 + 7 + 0 = 8
8 és 10 különbsége 2, ezért ez az ellenőrző számjegy
```

| 94 55 1435 502-9 H-GYSEV jelentése | 94 55 1435 502-9 H-GYSEV jelentése                                        |
| ---------------------------------- | ------------------------------------------------------------------------- |
| 94                                 | villamos motorvonat                                                       |
| 55                                 | Magyarország                                                              |
| 1435                               | villamos motorvonat, 4 hajtott kerékpárral, „A” járműegység (435 sorozat) |
| 502                                | sorszám                                                                   |
| 9                                  | önellenőrző szám                                                          |
| H-GYSEV                            | GYSEV az üzembentartó                                                     |

```
 9 4  5 5 1 4 3 5  5 0 2
 2 1  2 1 2 1 2 1  2 1 2
18 4 10 5 2 4 6 5 10 0 4

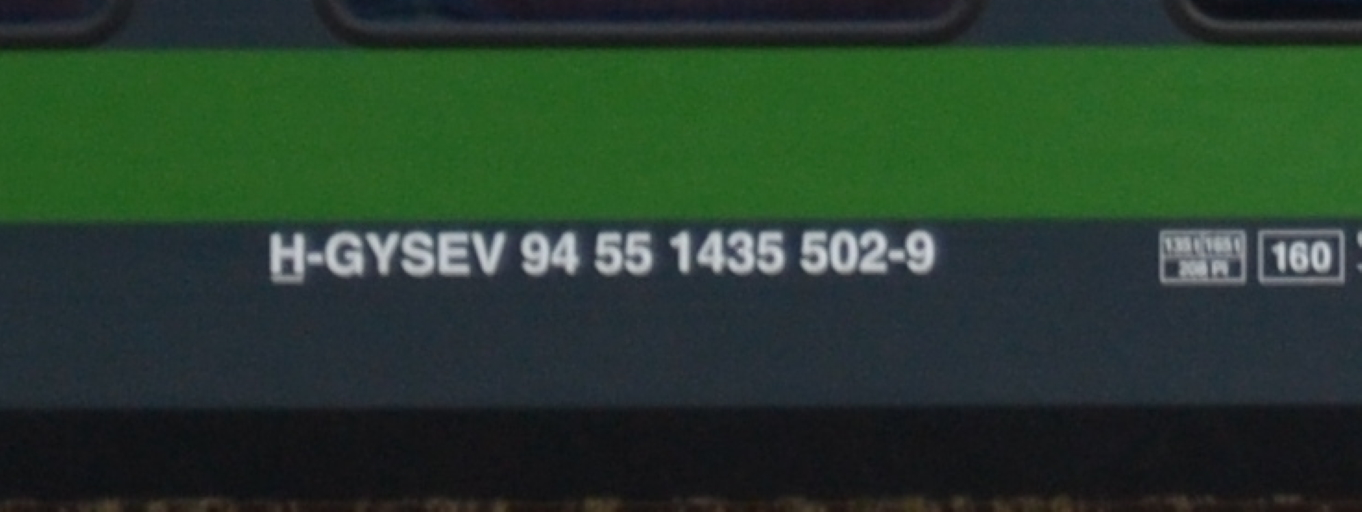
A GYSEV 435 sorozatú villamos motorvonata

1 + 8 + 4 + 1 + 0 + 5 + 2 + 4 + 6 + 5 + 1 + 0 + 0 + 4 = 41
1 és 10 különbsége 9, ezért ez az ellenőrző számjegy
```

## Fordítás
- Ez a szócikk részben vagy egészben  az   UIC identification marking for tractive stock című angol Wikipédia-szócikk fordításán alapul.  Az eredeti cikk szerkesztőit annak laptörténete sorolja fel. Ez a jelzés csupán a megfogalmazás eredetét és a szerzői jogokat jelzi, nem szolgál a cikkben szereplő információk forrásmegjelöléseként.
- Ez a szócikk részben vagy egészben  az   UIC-Kennzeichnung der Triebfahrzeuge című német Wikipédia-szócikk fordításán alapul.  Az eredeti cikk szerkesztőit annak laptörténete sorolja fel. Ez a jelzés csupán a megfogalmazás eredetét és a szerzői jogokat jelzi, nem szolgál a cikkben szereplő információk forrásmegjelöléseként.